# Corpus juris canonici

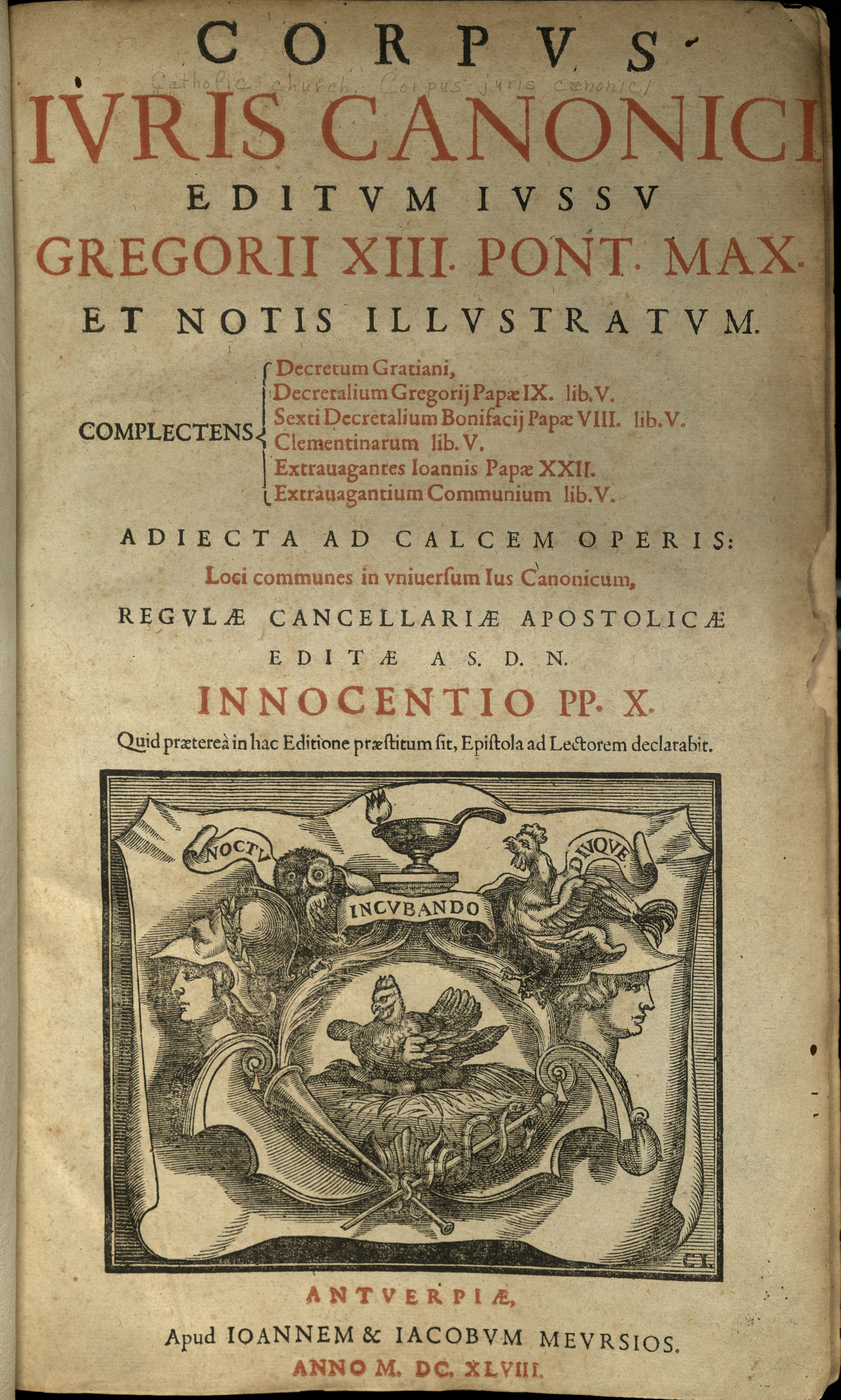
Издание 1648 года

Corpus juris canonici (с лат. — «Свод канонического права») — общее название сборников норм, руководивших деятельностью Римско-католической церкви в духовной и светской юрисдикции и определявших её строй в средние века. Название, данное в противоположность римскому Corpus juris civilis (Своду гражданского права), употреблялось с довольно давнего времени, но окончательно утвердилось только в XVI веке, в применении к полному изданию всех источников канонического права, сделанному впервые в 1499—1502 годах в Париже доктором права Жаном Шаппюи (фр. Jean Chappuis) и Виталем (Vital).
Corpus juris canonici — по своему составу и содержанию — представляет последовательную историю развития источников канонического права, начиная с его исходных моментов на Западе до конца XVI века (1582), когда было опубликовано, по распоряжению папы Григория XIII, его последнее официальное издание.
Состоит из пяти частей:
1. Декрет Грациана (прим. перв. половина XII века).
2. Сборник декреталий Григория IX (обнародован в 1234 году и содержащий в себе папские распоряжения со времени папы Александра III).
3. Дополнительный сборник папских декреталий и канонов, называется обыкновенно Sexta (составленный по приказанию Бонифация VIII и посланный им в 1298 году в университеты Болоньи и Парижа, для руководства при обучении докторов; включает декреталии, изданные после Григория IX, а также постановления лионских соборов 1245 и 1274 годов);
4. «Климентины» — сборник папских декреталий, исполненный в 1313 г. по приказу папы Климента V, одобренный консисторией и посланный в орлеанский университет, занимавший тогда первое место в Европе.
5. Два сборника дополнений к Клементинам под названием англ. Extravagantes, — то есть «вне официальных Клементин»: «Extravagantes Joannis XXII» (декреталии до времени этого папы) и «Extravagantes communes» (декреталии последующие, до Сикста IV); они составили пятую книгу, получившую название Corpus juris canonici non clausum.

Папа Пий IV в 1563 году учредил комиссию из кардиналов и учёных, которые должны были приготовить новое издание Корпуса вместо частных, из-за усилившейся критики его текста учёными. Труд этот был закончен в 1580 году при папе Григории XIII и опубликован в 1582 году; он известен под именем издания «римских корректоров» (correctores romani). Позднее, впрочем, к Corpus juris canonici были присоединены ещё несколько трудов, получивших большой авторитет.

## Содержание

### Первая часть: декрет Грациана (ок. 1150)
«Декрет Грациана» включает систематически обработанные источники канонического права до середины XII века (декрет издан немного раньше 1150 года). Эта часть делится на 3 отдела, включающие:
- а) источники права и учение о лицах (этот отдел цитируется так: с. (canon) Audite, D. (distinctio) 34 или с. 6, D. 34.);
- б) церковную юрисдикцию (цитируется: с (canon) Omnibus, С. (causa) 2, Q. (quaestio) 5 или с. 19 (номер канона вместо его заглавия), С. 3, Q. 5.);
- в) таинства и обряды (цитируется: с. Venerabiles D. 3 de const. и т. д.)

### Вторая часть: сборник Григория IX (ок. 1234)
Вторая часть Corpus juris canonici заключает в себе сборник декреталий Григория IX (англ. Decretales Gregorii IX), составленный около 1234 г. и содержащий в себе папские распоряжения начиная со времени папы Александра III, разбитые до того времени на пять отдельных сборников (так называемые: 1/ compilationes prima, 2/ c. secunda, 3/ c. tertia; 4/ c. quatra и 5/ c. quinta); деление на пять частей удержалось и в сборнике Григория IX.
В отличие от декрета Грациана, содержащего право в научной обработке — то, что римляне называли jus, — декреталии содержат прямые законодательные постановления (leges). Поэтому первую часть Corpus juris canonici сравнивают с дигестами Corpus juris civilis, вторую — с кодексом.
Вторая часть цитируется так: с. (canon) Quoties, E., Extr. или просто X (означает extra, то есть часть вне декрета Грациана), de pactis (название титула, к которому прибавляют книгу и номер, под которым он стоит в Корпусе — I, 35).

### Третья часть: дополнительный сборник (1298)
Третью часть составляет дополнительный сборник папских декреталий и канонов, составленный по приказанию Бонифация VIII и посланный им в 1298 году в университеты Болоньи и Парижа, для руководства при обучении докторов. Сборник заключает в себе декреталии, изданные после Григория IX, а также постановления лионских соборов — первого в 1245 и второго в 1274 годах); разделяется на пять частей и, являясь дополнением к прежним пяти компиляциям декреталий, называется обыкновенно «Sexta» (Шестой). Цитируется также, как сборник Григория, с заменой Х цифрой VI.

### Четвёртая часть: Климентины (1313)
Четвертую часть Corpus juris canonici составляют так называемые «Климентины» (Клементины) — сборник папских декреталий, исполненный в 1313 году по приказу папы Климента V, консисторией и посланный в орлеанский университет, занимавший тогда первое место в Европе; университеты парижский и болонский получили сборник только при папе Иоанне XXII. Климентины, составляя последний официальный сборник декреталий, называются поэтому Corpus juris canonici clausum. После них делались дополнения — комментаторами и издателями отдельных частей источников канонического права.

### Пятая часть: Климентины Extravagantes (1499—1502)
Парижский доктор права Жан Шаппюи (Chappuis), первый издатель полного Corpus juris canonici, дополнил Климентины двумя сборниками, названными им «Extravagantes Joannis XXII» (декреталии до времени этого папы) и «Extravagantes communes» (декреталии последующие, до Сикста IV). Термин «Extravagantes» означал, что сборник был вне официальных Климентин. Оба сборника составили пятую книгу Corpus juris canonici, разделённую на пять частей и называемую Corpus juris canonici non clausum. Цитируют «Климентины Extravagantes» также, как Sexta, заменяя VI словами Clem., S. XXII и Extr. Com.

### Дополнения (1563 и 1671) и новое издание (1879)
Позднее к Corpus juris canonici было присоединено ещё несколько трудов, пользовавшихся авторитетом. Один из них дополнил то, чего недоставало Corpus juris canonici для полной аналогии состава его с Corpus juris civilis. Это — «Институции Ланселотти» (итал. Giovan Paolo Lancellotti; Institutiones iuris canonici; 1563), присоединение которых к Корпусу было одобрено папой Павлом V — небольшой учебник, представляющий собой ясное и удобное резюме канонического права. Второе добавление, сделанное Пьером Матьё — собрание последующих решений пап, до Сикста V включительно (ум. 1590). Это добавление (Liber septimus; с лат. — «седьмая книга») появилось в лионском издании 1671 года.
Новейшее критическое издание Corpus juris canonici сделано только в 1879—1880 гг. профессором Фридбергом (англ. Emil Albert Friedberg; Лейпциг).

## Значение
Являясь основным источником западноевропейского церковного права, Corpus juris canonici имеет большое значение и как источник многих постановлений международного, государственного и уголовного права. Особенно сильное влияние оказывали нормы Корпуса на развитие уголовного и гражданского процесса и гражданского права Франции и Германии. Для последнего это влияние было велико не только в области семейного права, но и других отделов. Будучи отчасти проводником в жизнь римских норм, Корпус вводил и ряд видоизменений римского права, часто представлявших компромисс между римскими и национальными германскими или французскими правовыми идеями. Он является поэтому очень важным источником, наравне с Corpus juris civilis, и для так называемого «современного римского права».